# 精裝追女仔II
《精裝追女仔Ⅱ》是一套1988年的香港電影，是導演王晶自編自導的作品，为《精裝追女仔》的續集，劉德華、曾志偉、陳百祥、馮粹帆和李美鳳主演。

## 情节简介
堅叔與兩個伙計慘淡經營一間汽車行，堅叔的侄子阿備是一個頭腦靈活的年輕人。一次偶然的機會，阿備迷戀上了鄰居十三妹的一個學生寶珠。為了達到目的，他帶領堅叔和兩個伙計與十三妹的學生們共同籌拍了一部短劇，不料演出後卻大受人們的喜愛。這時，電視台看上了阿備的才智，決定將他納入旗下。而阿備的愛情又會何去何從呢？ ……

## 演員表
| 演員   | 角色                   | 粵語配音 |
| ------ | ---------------------- | -------- |
| 劉德華 | 劉備                   | 李學斌   |
| 陳百祥 | 交通燈                 | 陳百祥   |
| 曾志偉 | 吳準少                 | 馮永和   |
| 馮淬帆 | 劉定堅/陳自堅          | 馮淬帆   |
| 李美鳳 | 程寶珠                 | 盧素娟   |
| 劉嘉玲 | 芳芳                   | 龍寶鈿   |
| 顏寧   | 家燕                   |          |
| 黃韻詩 | 十三妹                 | 黃韻詩   |
| 盧海鵬 | 老周/老周電視台老闆    | 盧海鵬   |
| 王晶   | 西門慶/發達台台長      | 陳永信   |
| 許英秀 | 阿Sir/發達台董事長     | 金貴     |
| 梁克信 | 司徒銘議員             | 朱子聰   |
| 曹查理 | 曾公子                 | 楊捷康   |
| 冼灝英 | 懲教署職員（客串）     | 楊捷康   |
| 何家駒 | 大咪（客串）           | 金貴     |
| 余慕蓮 | 電話亭婦人（客串）     |          |
| 譚詠麟 | 譚詠麟（客串）         |          |
| 麥皓為 |                        | 金貴     |
| 周潤發 | 王日發/爛口發（客串）  | 周潤發   |
| 黎小田 | 歌唱評審黎小田（客串） | 黎小田   |

## 電影歌曲
| 歌名             | 演唱者 |
| 《烈焰紅唇》     | 梅艷芳 |
| 《陽光大減價》   | 彭健新 |
| 《在森林和原野》 |        |

## 「致敬」部分
本片有相當多劇情對另一電影《秋天的童話》作出戲仿，如「船頭」、「單春蛋治」等，電影結尾以十三妹帶同三位小妹妹沙灘散步作結，於「碼頭餐廳」重遇劉定堅，惡搞效果猶為明顯。

## 影射
- 当刘备与某位监制通话表示演员已跳槽到另一电视台时，监制随口说一句换人并表示原因是练乌龟功而样子大变。实为影射1979年丽的电视武俠劇集《天蚕变》主角徐少强“失踪”一事。
- 当某位工作人员说吴准少与交通灯主持的节目大受欢迎使另一电视台开拍电视剧《风流侠盗楚天香》时，刘备指示老周也跟风开拍《楚肥香》。实为影射1979年无线电视为了收复收视率而开拍《楚留香》，丽的电视为了与无线电视展开收视之战而跟风拍摄同样故事的《俠盜風流》，使一时成为“双胞胎”事件。

## 外部連結
- 開眼電影網上《精裝追女仔II》的資料（繁體中文）
- 豆瓣电影上《精裝追女仔II》的資料 （简体中文）
- 时光网上《精裝追女仔II》的資料（简体中文）
- 爛番茄上《精裝追女仔II》的資料（英文）
- 香港影庫上《精裝追女仔II》的資料（繁體中文）
- 互联网电影数据库（IMDb）上《精裝追女仔II》的资料（英文）